# Ctenus marginatus
Ctenus marginatus là một loài nhện trong họ Ctenidae.
Loài này thuộc chi Ctenus. Ctenus marginatus được Charles Athanase Walckenaer miêu tả năm 1847.